# Carabela

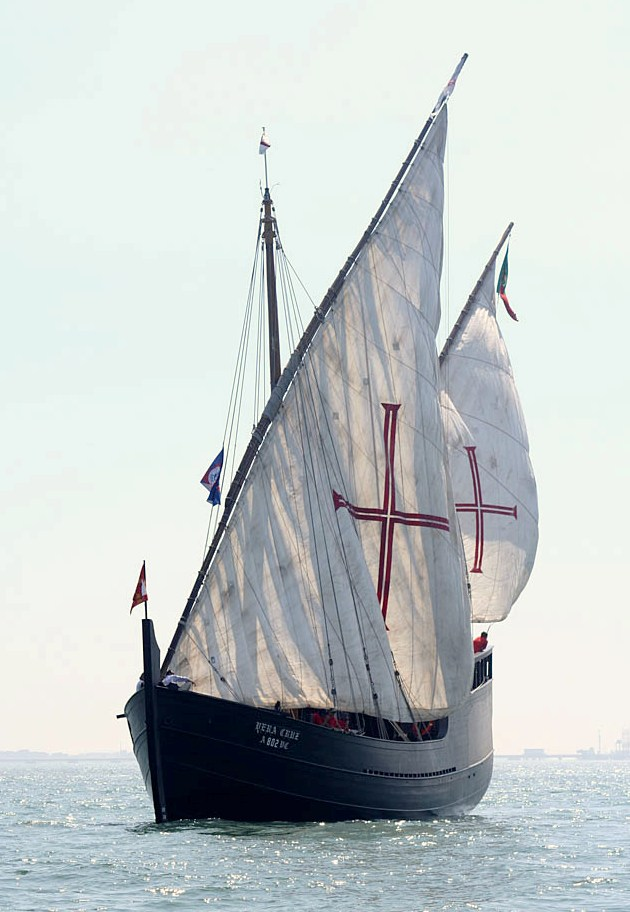
Carabela Vera Cruz (con velas latinas) en la desembocadura del Tajo.

Una carabela es una embarcación a vela ligera usada en viajes oceánicos en los siglos XV y XVI por Portugal y España. Es particularmente famosa por ser dos de los barcos empleados por Cristóbal Colón en el primer viaje de Colón: la Pinta y la Niña, ya que la Santa María era una nao.
Fue la primera en poder navegar contra del viento, lo que le permitía viajes oceánicos; si los aires eran siempre contrarios (como entre Labrador y Groenlandia, o para cruzar los trópicos). La navegación previa se había aprovechando los vientos dominantes favorables (por ejemplo los vientos a tierra de día, y al mar de noche o de mañana).

## Etimología
La palabra parece tener su origen en cáravo o cárabo, una anglicización del griego κάραβος, embarcación ligera utilizada en el Mediterráneo. Según algunos historiadores, la palabra proviene del árabe carib o "qârib"  (barco de tamaño mediano con velas triangulares - dosel latino). Su primer uso documentado en portugués data de 1255 y la última referencia en documentos impresos data de 1766, lo que sugiere que el término se ha aplicado a varias embarcaciones a lo largo del tiempo.

## Características

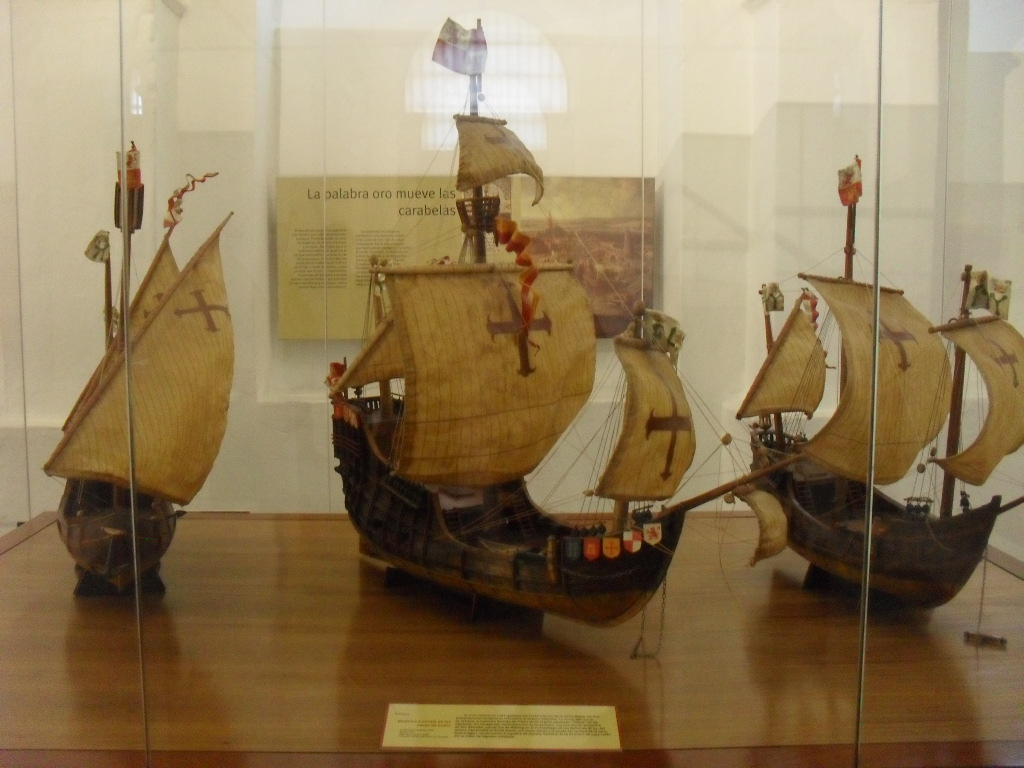
Maqueta en un museo de Colombia de la nao y las dos carabelas que usó Colón en el viaje del descubrimiento.

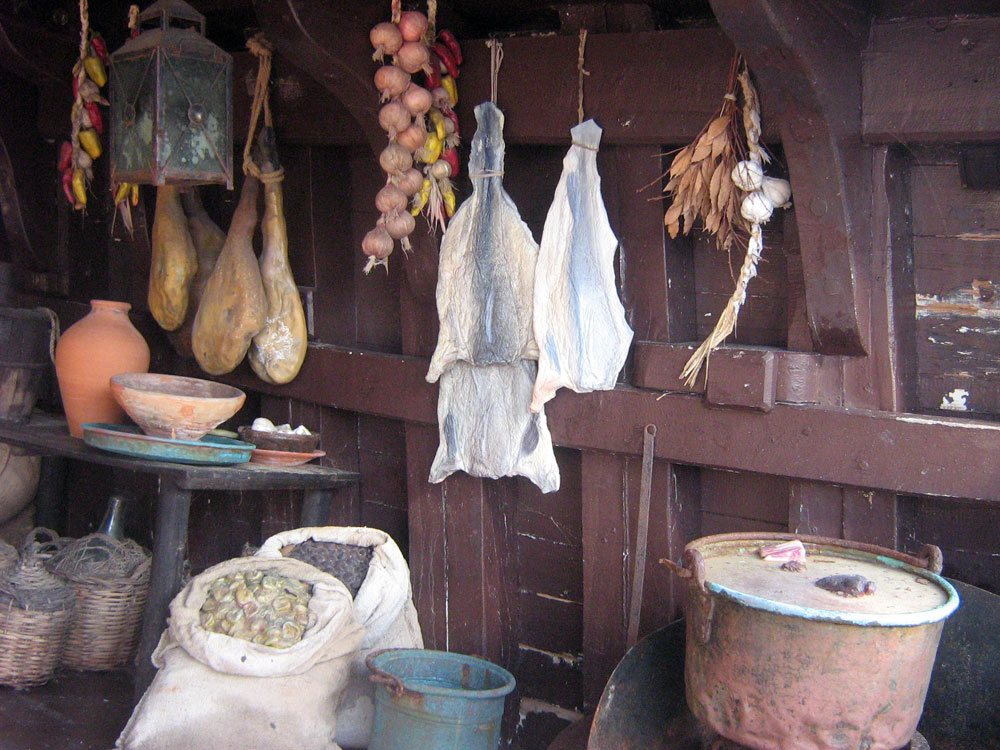
La bodega de este barco en una de las réplicas del Muelle de las Carabelas.

Eran de casco ligero y forma afinada, lo que daba como resultado una embarcación veloz y apta para ganar barlovento. En cuanto a sus dimensiones, se cree que medían de 20 a 30 metros de eslora y de 6 a 8 metros de ancho (manga), de aparejo redondo o latino y con tres mástiles, sobre una sola cubierta y elevado castillo de popa. Navegaban a unos 8 nudos (unos 15 km/h). Eran rápidas y fácilmente maniobrables.
La carabela permitía transportar muchas mercancías, lo que hace posible alimentar a la tripulación durante largas travesías, no precisa remeros y se aumenta la superficie y el número de velas.
Aunque el modelo no precisaba remos, en las carabelas usadas por Enrique el Navegante o Fernando de Magallanes la cubierta podía albergar cuatro remos larguísimos, para los casos en los que fuera necesario, y cada uno debía ser manejado por cuatro hombres que, para moverlos, tenían que caminar adelante y atrás sobre la cubierta. Los barcos no asomaban por los costados y rara vez tenían castillos de proa o popa elevadas. Algunas reproducciones muestran las carabelas con tres velas latinas. Sin embargo, estas podrían tener también solamente dos.

### Carabela redonda
Muchos marineros optaron por combinar en la carabela la vela latina con la vela cuadrada, obteniendo un nuevo modelo conocido como carabela redonda. La Niña y la Pinta eran carabelas latinas, pero poco antes de comenzar el viaje de Colón, fueron convertidas en carabelas redondas.
Con viento de cara (desfavorable), la vela cuadrada no puede ceñirse al viento más que en un 50 % en una nave bien equilibrada y con una tripulación compuesta por hombres de experiencia. También es fácil que este tipo de nave se deje llevar mucho a la deriva. Sin embargo, la vela latina puede ceñirse perfectamente al viento y no se mueve a la deriva.
Con viento de popa (favorable), la vela cuadrada aprovecha el viento en su totalidad y avanza con un movimiento uniforme. Con la vela latina, la presión desigual hace que sea más difícil mantener un mismo rumbo.

### Aspectos relevantes
Características de diseño
La carabela tenía un casco relativamente estrecho con una proa afilada y una popa suavemente redondeada. Este diseño la hacía rápida y ágil.  Las carabelas típicas tenían entre 15 y 24 metros de largo, con una manga (ancho) de aproximadamente 4,5 a 7,5 metros. Esta proporción permitía una buena velocidad y estabilidad. 
La quilla solía estar hecha de una sola pieza resistente de madera, que corría a lo largo del fondo del barco. Proporcionaba integridad estructural y mejoraba la maniobrabilidad del barco.
Las carabelas generalmente tenían dos o tres mástiles, aunque algunas tenían cuatro. Los mástiles eran altos y delgados. El sistema de aparejo era complejo, con velas tanto cuadradas como latinas. Esta combinación permitía a la carabela navegar eficazmente tanto con el viento a favor como en contra. Las velas latinas eran velas triangulares montadas en ángulo, que mejoraban la capacidad de la carabela para navegar al viento. Las velas cuadradas se utilizaban en el mástil principal, permitiendo una mayor velocidad con el viento a favor.
El aparejo latino era una de las características más distintivas de la carabela. Permitía una mejor maniobrabilidad y la capacidad de virar contra el viento, crucial para los largos viajes de exploración.
La carabela generalmente tenía una o dos cubiertas. La cubierta superior se utilizaba a menudo para la navegación y las actividades de la tripulación, mientras que la cubierta inferior se utilizaba para el almacenamiento y las áreas habitables. La carabela tenía una superestructura baja en comparación con los barcos posteriores. No tenía una proa o popa pronunciada, dándole un perfil esbelto.
La carabela contaba con un timón grande y equilibrado montado en la popa. Esto proporcionaba un excelente control de dirección y maniobrabilidad, esencial para la navegación en aguas inexploradas.
Características de Construcción
La carabela estaba construida principalmente de roble o pino. Estos materiales fueron elegidos por su durabilidad y disponibilidad. El casco se construía utilizando tablones superpuestos, un método conocido como forro carvel. Este método hacía que el barco fuera más fuerte y más estanco. El armazón interno del barco estaba construido con maderas fuertes, que soportaban el forro y el casco. Los armazones se colocaban a intervalos regulares para proporcionar soporte estructural.
Las juntas entre los tablones se calafateaban con estopa (una mezcla de cáñamo y alquitrán) y brea para hacer el casco estanco. Esto era esencial para prevenir filtraciones y mantener la flotabilidad.
Distribución Interior
Las carabelas tenían un amplio espacio de carga debajo de la cubierta, que se usaba para almacenar suministros, equipo y mercancías. Los alojamientos para la tripulación eran básicos, ubicados en la cubierta inferior o en la popa del barco. El espacio era limitado y las acomodaciones eran funcionales más que cómodas.
Armadura
Las carabelas estaban equipadas con algunos cañones pequeños o cañones de a bordo, que se usaban principalmente para defensa contra piratas o fuerzas hostiles en lugar de para grandes enfrentamientos navales.
Técnicas de Construcción
A diferencia del forro de solapas (clinker), el forro carvel involucraba tablones colocados borde con borde, creando una superficie de casco lisa.
Las carabelas más tardías comenzaron a utilizar clavos y pernos de hierro en lugar de espigas de madera, lo que mejoraba la durabilidad del barco y la velocidad de construcción.
Velas
Las velas de las carabelas,  estaban hechas principalmente de lino o de cáñamo. Ambos materiales eran bastante comunes en la construcción de velas en aquella época debido a sus propiedades duraderas y resistentes al viento y al agua. El lino era preferido por su ligereza y resistencia, mientras que el cáñamo, aunque más áspero, también era robusto y duradero.
Cuerdas
Las cuerdas, estaban hechas principalmente de cáñamo o de lino, al igual que las velas. El cáñamo era el material más común para las cuerdas debido a su resistencia a la tracción y a su durabilidad en condiciones marinas. También se utilizaban cuerdas de algodón, aunque eran menos comunes debido a su menor resistencia en comparación con el cáñamo.
Estos materiales eran tratados y trenzados de manera específica para maximizar su eficacia en la navegación y en las exigencias del entorno marino.

## Antecedentes y condiciones previas para el desarrollo de la carabela
Bajo el patrocinio de Enrique El Navegante, los portugueses cruzaron el Cabo Bojador en 1434 y se adentraron en aguas del Atlántico, cuyas condiciones de viento y corriente ya no permitían un simple viaje de ida y vuelta ante el viento.
Ya se utilizaban importantes inventos técnicos como la brújula, el astrolabio o el bastón de Jacob o cartas náuticas muy precisas. Sin embargo, como las distancias desde los puertos de origen eran cada vez mayores, los portugueses necesitaban cada vez más navíos capaces de recorrer largas distancias con rapidez y, en caso necesario, sin detenerse. Esto requería no sólo la capacidad de navegar alto con el viento, sino también la capacidad de llevar suficientes provisiones y piezas de repuesto para un viaje más largo. Se necesitaban buques que pudieran realizar revisiones del casco y otras reparaciones incluso en lugares desfavorables, incluso sin la capacidad técnica de un astillero. Además, para proseguir las exploraciones portuguesas, estos buques debían poder garantizar la exploración de las condiciones (incluso desfavorables) de corriente y viento en el Atlántico y ofrecer también la posibilidad de navegar por aguas costeras poco profundas y cursos fluviales.
Basándose en la experiencia de los marineros portugueses en la navegación por el Atlántico, la carabela se convirtió cada vez más en un barco de este tipo a partir del 1400.

## Historia
Este modelo de barco estaba basado probablemente en las embarcaciones usadas por los pescadores portugueses. A finales del siglo XV el príncipe de Portugal, Enrique el Navegante, emprendió una serie de exploraciones de conquista en islas del Atlántico y en la costa de África. En Sagres, en el extremo sur de Portugal, Enrique había reunido a un equipo de expertos en cartografía, navegación, astronomía y diseño naval, y les encargó que idearan un navío capaz de explorar alta mar. Antes de que este comité se pusiera manos a la obra y desarrollara el diseño de la carabela, los veleros europeos dependían de equipos de remeros o de velas fijas, o de ambos, para su propulsión; la barca de aparejo cuadrado era la más común. La invención de la carabela, así como la sustitución de la coca por la nao, ayudaron enormemente a España y Portugal en sus viajes por el océano en el siglo XV.
El diseño de la carabela le permitió desempeñarse excepcionalmente bien en las difíciles condiciones de la exploración en mar abierto. Su maniobrabilidad, combinada con su capacidad para manejar una variedad de condiciones de viento, la convirtió en una embarcación vital para las misiones de exploración del siglo XV y XVI. Barcos como la carabela fueron instrumentales en el descubrimiento de nuevas rutas comerciales y territorios, sentando las bases para la exploración global y la historia marítima.
La exploración realizada con carabelas hizo posible el comercio de especias de portugueses y españoles. Sin embargo, para el comercio en sí, la carabela fue reemplazada más tarde por la carraca (nao) más grande, que era más rentable para el comercio. La carabela fue uno de los barcos pináculo en el desarrollo de barcos ibéricos de 1400-1600.
En los años posteriores al descubrimiento y la conquista y colonización de América, las carabelas fueron cayendo en desuso en la medida que aparecieron nuevos tipos de embarcaciones, especialmente los galeones, los cuales tenían como precedente a las naos y carracas, pero con enormes mejoras en sus prestaciones, especialmente en cuanto a capacidad de carga, resistencia y maniobra.

## Carabelas de Colón

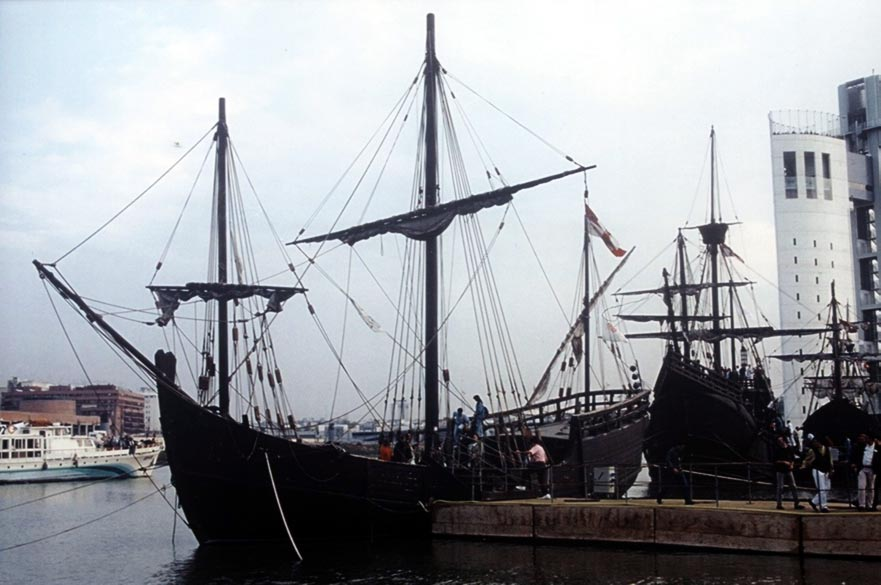
Réplicas de las carabelas de Colón expuestas en 1992 en la Expo de Sevilla.

- La Niña: Vicente Yáñez Pinzón capitaneaba a 26 hombres.
- La Pinta: Cristóbal Quintero era el propietario de esta nave y Martín Alonso Pinzón estaba al mando, ayudado por su hermano Francisco. Desde la Pinta (que pesaba unas 60 toneladas y contaba con 24 hombres a bordo) Rodrigo de Triana divisó tierra el 12 de octubre de 1492.
- La Santa María: En el Diario de a Bordo de Colón compilado por Bartolomé de las Casas se habla de tres carabelas, aunque en algunas jornadas utiliza la palabra nao. Es posible que el uso de esta palabra sea como sinónimo de navío o porque se tratase de una nao, que es un modelo de barco mayor que una carabela. En cualquier caso, Francisco López de Gómara advierte de que se trataba de una carabela mayor que las demás. Colón alquiló este barco a Juan de la Cosa, un armador cántabro, y la comandó con otro nombre, el de Santa María. Según algunas fuentes el barco había sido construido en Galicia, y que por eso en su origen se llamaba La Gallega, aunque otras fuentes dicen que el nombre antiguo del barco era la Marigalante (o, también, según las fuentes, la María Galante).